# Antoine Constant Saucerotte
Pour les articles homonymes, voir Saucerotte.
Antoine Constant Saucerotte, né le 13 août 1805 à Moscou (Russie) et mort le 3 novembre 1884 à Lunéville, est un médecin français connu au XIXe siècle pour avoir écrit un grand nombre d'ouvrages de vulgarisation.

## Biographie
Constant Saucerotte est le fils de Vïctor Joseph Saucerotte et le petit-fils de Nicolas Saucerotte.
Entré en France avec son père en 1810, puis en 1820, il termina ses études classiques par la philosophie au collège royal de Nancy en 1824. La même année il commence des études de médecine à la Faculté de Paris.
Après la soutenance de sa thèse, il revient à Lunéville et s'y marie, le 25 août 1828, avec sa cousine, Anne Saucerotte.
En 1830, la chaire de philosophie étant devenue vacante au collège de Lunéville, il la sollicite et l'obtient. En 1860, il quitte sa chaire de philosophie, puis en 1862 son poste de médecin en chef de l'hôpital civil de Lunéville pour raison de maladie mais continue à écrire et publier.

## Travaux
- Essai sur les altérations des liquides considérées comme causes ou complication des maladies : Thèse de médecine présentée à la Faculté de médecine de Paris, Paris, Didot le jeune, 1828, Texte intégral en ligne.
- Élémens d'histoire naturelle : présentant dans une suite de tableaux synoptiques, accompagné de figures, un précis complet de cette science..., Paris, J. Delalain, 1839, 2e éd., 323 p.,lire en ligne sur Gallica.
- Petite hygiène des écoles : Simples notions sur les soins que réclame la conservation de la santé, Paris, Delalain frères, 1892, 20e éd., 195 p..
- Petite chimie des écoles : Simples notions sur les applications les plus utiles de cette science à l'agriculture, à l'industrie et à l'économie domestique, Paris, Delalain frères, 1887, 9e éd., 215 p..
- Les médecins au théâtre depuis Molière, Paris, Dentu, 1881, 54 p..
- Elémens d'histoire naturelle présentant une suite de tableaux synoptiques, accompagnés de figures, un précis complet de cette science... Minéralogie et géologie. Botanique. Zoologie, Paris et Lunéville, Jules Delalain & Roret & Creusat, 1836.
- Conseils sur la santé : Hygiène des classes industrielles, Paris, L. Colas, 1827.
- Essai sur le régime alimentaire des anciens, Paris, impr. de F. Malteste, 1860.
- Histoire critique de la doctrine physiologique ; suivie de Considérations sur l'histoire philosophique de la médecine, et sur l'hippocratisme moderne, Paris, J.-B. Baillère, 1847.
- L'histoire et la philosophie dans leurs rapports avec la médecine, Paris, V. Masson et fils, 1863.
- L'Esprit de Montaigne. Choix des meilleurs chapitres et des plus beaux passages des "Essais", disposés dans un ordre méthodique, avec notes et commentaires, Paris, Perrin, 1886.
- Les médecins pendant la Révolution, Paris, L. Pariente, 1994, réédition de l'ouvrage posthume paru en 1887 éd..

## Distinctions
- Membre correspondant de l'Académie nationale de médecine (1834)
- Membre de la société de médecine de Nancy (11 juillet 1844).
- Officier de l'Ordre des Palmes académiques
- Chevalier de la Légion d'honneur le 14 juillet 1866[4].